# Cryptocarya sulcata
Cryptocarya sulcata är en lagerväxtart som beskrevs av C. K. Allen. Cryptocarya sulcata ingår i släktet Cryptocarya och familjen lagerväxter. Inga underarter finns listade i Catalogue of Life.